# .300 AAC Blackout
.300 AAC Blackout (được định danh với tên gọi 300 BLK bởi SAAMI và 300 AAC Blackout tổ chức C.I.P.), hay còn được biết đến với cái tên 7,62×35 mm, là một loại đạn cỡ trung do công ty Advanced Armament Corporation (AAC) phát triển với mục đích sử dụng trên dòng M4 carbine. Loại đạn này có thể cải thiện hiệu suất nếu sử dụng nòng súng loại ngắn, đồng thời đạt hiệu quả cao hơn khi lắp ống giảm thanh so với đạn 5,56 mm NATO phổ biến. Bên cạnh đó, .300 AAC Blackout cũng dùng chung hộp tiếp đạn và các linh kiện khác của 5,56 mm NATO, ngoại trừ nòng súng.

## Đặc điểm
1. Kích thước đạn:
  - Đường kích đầu đạn: 7.62 mm (0.30 inch)
  - Chiều dài vỏ đạn: 35 mm
2. Hiệu suất:
  - Phiên bản đạn siêu âm (supersonic) của .300 BLK có thể đạt tầm bay tối đa khoảng 450-600m với độ chính xác giảm dần sau khoảng cách này. Ở tầm xa, viên đạn này bắt đầu mất năng lượng nhanh chóng, dẫn đến hiệu quả tối ưu chỉ khoảng 300-400m. Viên đạn có tốc độ bay vượt quá tốc độ âm thanh (trên 340 m/s). Loại đạn này có sức công phá mạnh hơn, sử dụng cho các tình huống chiến đầu tầm trung.
  - Phiên bản đạn cận âm (subsonic) có tầm bay ngắn hơn, tối đa chỉ khoảng 150-200m với độ chính xác giảm mạnh ở cự ly xa hơn, do tốc độ thấp hơn với viên đạn rơi nhanh hơn. Tốc độ của nó chỉ dưới 340 m/s. Được sử dụng phổ biến khi kết hợp với ống giảm thanh, thích hợp cho các nhiệm vụ yêu cầu tính bí mật, giảm tiếng nổ.
3. Ứng dụng:
  - .300 BLK được thiết kể để tối ưu hóa khi sử dụng trên súng có ống giảm thanh. Nó cũng tương thích tốt với các thiết kế súng trường tấn công và các loại súng trường bắn tỉa.
  - Thường được sử dụng trong quân đội, lực lượng đặc nhiệm hoặc các đơn vị cảnh sát yêu cầu vũ khí linh hoạt, hiệu quả trong cả môi trường gần và xa.
4. Ưu điểm:
  - Đa năng: Người dùng có thể dễ dàng thay đổi giữa đạn cận âm và siêu âm mà không cần điều chỉnh nhiều về cấu hình của súng.
  - Tương thích với AR-15: Chỉ cần thay đổi nòng súng, AR-15 có thể chuyển từ đạn 5.56 mm sang .300 BLK.
  - Sức mạnh: Mạnh hơn so với 5.56 mm NATO trong các tình huống cần xuyên thủng và công phá mục tiêu lớn hơn.
5. Nhược điểm:
  - Phạm vi hiệu quả của .300 BLK kém hơn so với 5.56 mm NATO khi bắn ở tầm xa.
  - Đạn .300 BLK có giá thành đắt hơn so với các loại đạn phổ biến như 5.56mm NATO.

1. ↑  “American National Standard Voluntary Industry Performance Standards for Pressure and Velocity of Centerfire Rifle Ammunition for the Use of Commercial Manufacturers” (PDF). SAAMI. 8 tháng 11 năm 2017. Bản gốc (PDF) lưu trữ 28 Tháng Ba năm 2018. Truy cập 8 Tháng mười một năm 2017. 300 BLK SAAMI drawing (page 110)]
2. ↑  or 300 AAC Blackout C.I.P. TDCC sheet 300 ACC Blackout